# Casa da Câmara de Manique do Intendente

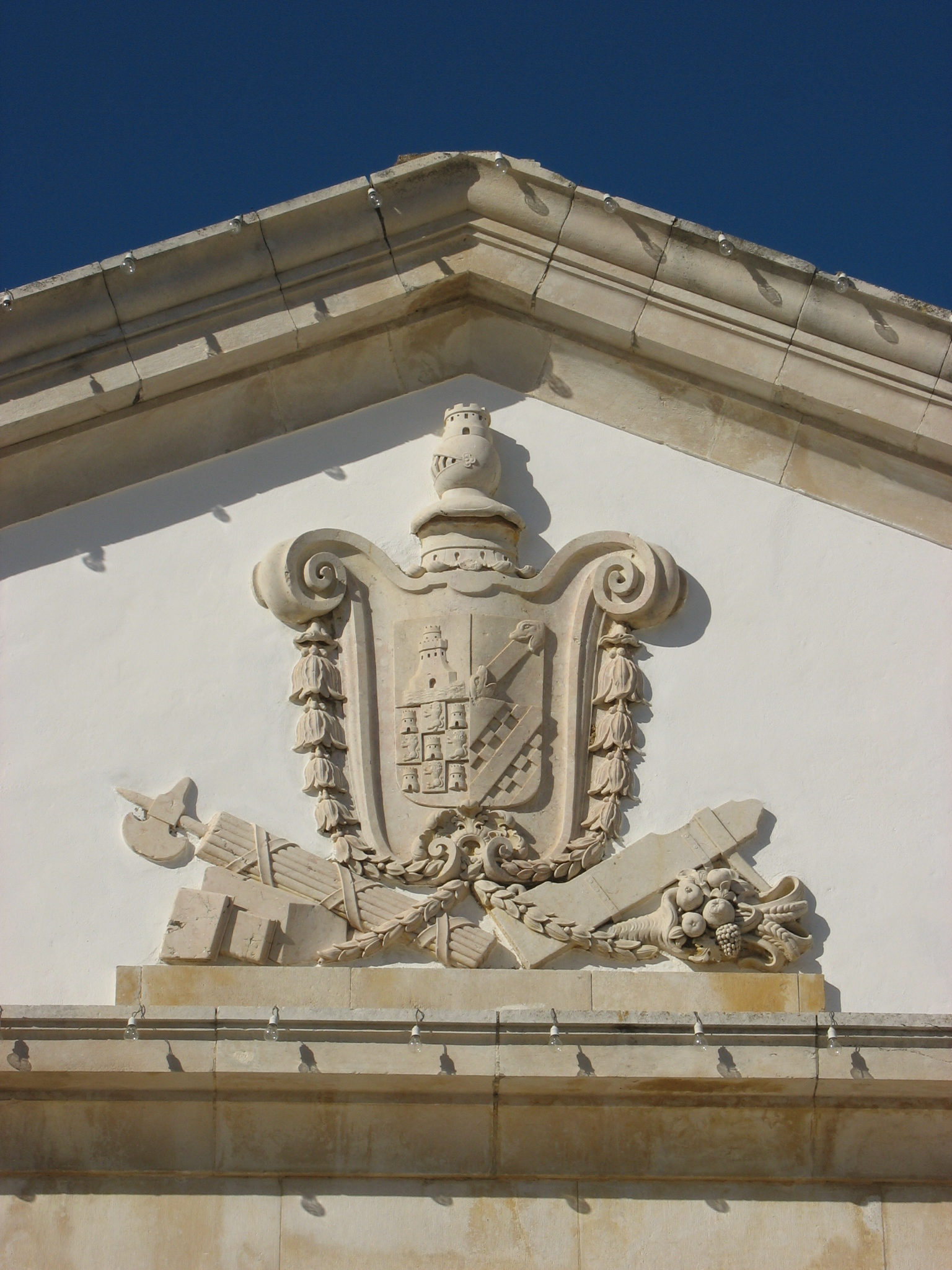
Armas de Pina Manique no frontão da Casa da Câmara

A Casa da Câmara de Manique do Intendente, ou Câmara Municipal de Manique do Intendente, está situada na Praça dos Imperadores, em Manique do Intendente, na atual freguesia de Manique do Intendente, Vila Nova de São Pedro e Maçussa, no município de Azambuja, em Portugal.
É o edifício onde esteve sedeada a Câmara Municipal do antigo concelho até o mesmo ser extinto no século XIX. Serviu posteriormente de Quartel da Guarda Nacional Republicana até ao ano de 2013, quando este posto foi encerrado. A autarquia local, a Junta de Freguesia, foi instalada num edifício localizado no lado oposto da Praça dos Imperadores.
A antiga Casa da Câmara foi edificada nos finais do século XVIII em estilo neoclássico, sob o risco do arquitecto Joaquim Fortunato de Novais. A fachada do edifício apresenta três corpos, dos quais, o central é mais elevado e coroado por um frontão triangular. O frontão apresenta uma imponente pedra com as armas de Diogo Inácio de Pina Manique, senhor donatário da vila.
A Casa da Câmara acabou por ser a única concretizada das imponentes edificações que estavam previstas para a Praça dos Imperadores no plano urbanístico traçado a mando de Pina Manique.